# Батхай (Осинский район)
Батхай (бур. Бахтай Ялга) — деревня в Осинском районе Усть-Ордынского Бурятского округа Иркутской области. Входит в муниципальное образование «Улейское».

## География
Находится в 70 км к северо-западу от районного центра, села Оса.

### Внутреннее деление
Состоит из 2-х улиц: Заречная и Школьная.

## Топонимика
Матвей Мельхеев в книге «Географические названия Восточной Сибири» предполагает, что названия Бахтай, Батхай произошли от бурятского бахтай, что означает «замечательное, влекущее к себе место». Также он рассматривает вариант происхождения данного топонима от бурятского баха — «лягушка» и суффикса места тай — «лягушачье место». Схожая информация поступала от Н. П. Партунаева — местного жителя, по словам которого название Бахтай происходит от бур. бахтай ялга — «лягушачья падь».
Станислав Гурулёв считает, что подобные топонимы происходят от монгольского бахтай — «радостный», «радужный» или от якутского бахтай — «проваливаться», «пропадать».

## Население
| 2002 | 2010 | 2011 | 2012 |
| ---- | ---- | ---- | ---- |
| 85   | ↘80  | →80  | ↘79  |

Национальный состав
Согласно результатам переписи населения 2002 года, в национальной структуре населения села буряты составляли 84%.